# Chrysoconia
Chrysoconia är ett släkte av svampar. Chrysoconia ingår i familjen Coniophoraceae, ordningen Boletales, klassen Agaricomycetes, divisionen basidiesvampar och riket svampar.
|             | Coniophora                               |
|             |                                          |
|             | Gyrodontium                              |
|             |                                          |
| Chrysoconia | \| \| Chrysoconia orthospora \| \| \| \| |
|             | \| \| Chrysoconia orthospora \| \| \| \| |
|             | Meruliporia                              |
|             |                                          |
|             | Chrysoconia orthospora                   |
|             |                                          |

|  | Chrysoconia orthospora |
|  |                        |